# Donje Krnjino
Donje Krnjino (szerbül Доње Крњино) egy falu Szerbiában, a Piroti körzetben, a Babušnicai községben.

## Népesség
- 1948-ban 619 lakosa volt.
- 1953-ban 636 lakosa volt.
- 1961-ben 522 lakosa volt.
- 1971-ben 474 lakosa volt.
- 1981-ben 377 lakosa volt.
- 1991-ben 338 lakosa volt
- 2002-ben 271 lakosa volt, akik közül 262 szerb (96,67%) és 9 roma.